# Биск, Израиль Яковлевич
Изра́иль Я́ковлевич Биск (29 ноября 1921 года, село Махновка Казатинского района Винницкой области — 5 сентября 2009 года, Иваново) — советский и российский историк, специалист по истории Германии. Доктор исторических наук, профессор. Автор более 100 научных работ, в том числе 7 монографий. Участник Великой Отечественной войны, военный разведчик.

## Биография
Израиль Яковлевич Биск родился 29 ноября 1921 года в селе Махновка Казатинского района Винницкой области Украины в семье служащих.
В 1939 году по окончании средней школы в Житомире поступил на исторический факультет Московского Института философии, литературы и истории имени Н. Г. Чернышевского (ИФЛИ).
В октябре 1939 года был призван в Красную Армию и направлен в полковую школу младшего командного состава, откуда через год был комиссован по зрению с белым билетом. Вернулся к учёбе на истфаке ИФЛИ.
С началом Великой Отечественной войны несколько раз пытался присоединиться к РККА как доброволец. Его просьба была удовлетворена только в сентябре, когда Сокольнический райвоенкомат Москвы направил 18-летнего студента на курсы военных переводчиков при военном факультете 2-го Московского института иностранных языков.
По окончании был направлен в действующие войска: информационное (первоначально агентурное) отделение разведывательного отдела штаба 16-й армии Западного фронта. Как военный переводчик и офицер разведки в штабе 1099-го стрелкового полка 326-й стрелковой дивизии входили допрашивал пленных, переводил трофейные документы, готовил донесения о противнике, анализ, обобщение и исследование тактики противника, позволявшие делать прогнозы относительно тактики советских войск. Кроме того, в обязанности офицера входили занятия немецким языком с разведчиками, подготовка рупористов и проведение агитации через переносной рупор, чтобы убедить немецких солдат сдаваться в плен. Он также был задействован в прослушке телефонных разговоров противника.
С октября 1943 года до конца войны служил в разведотделе штаба 3-й ударной армии. Участвовал в освобождении Брянщины, Латвийской и Белорусской ССР, Висло-Одерской, Восточно-Померанской и Берлинской наступательных операциях. За умелые действия по выявлению резервов и сил противника был награждён медалью «За боевые заслуги», орденом Красной звезды и Орденом Отечественной войны II степени.
В октябре 1945 года демобилизовался в чине майора и вернулся к учёбе. В 1949 году окончил исторический факультет МГУ имени М. В. Ломоносова. C 1950-го по 1962 год работал в Новокузнецком педагогическом институте
В 1961 году в ЛГПИ имени А. И. Герцена защитил диссертацию на соискание учёной степени кандидата исторических наук по теме «Немецкая мемуарная литература как источник по истории Веймарской республики (11/8-1919 — 30/1-1933)».
Работал в Тамбове, В 1963—1978 годах — доцент ТГПИ. Читал курсы новой истории, историографии и источниковедения новой и новейшей истории.
В 1974 году в Томском государственном университете защитил диссертацию на соискание учёной степени доктора исторических наук по теме «Пресса Веймарской республики как исторический источник» (специальность 07.00.09 — историография, источниковедение и методы исторического исследования)
С 1978 года в Иваново, где долгое время был профессором Ивановского государственного университета (ИвГУ). Заведующий кафедрой новой и новейшей истории ИвГУ. Среди его многочисленных учеников зав. кафедрой истории права ТГУ, кандидат исторических наук В. Г. Баев.
В его воспоминаниях обширный раздел посвящен преподавательскому мастерству: мемуарист подробно делится со своим читателем опытом того, как строить лекцию, как вести семинарские занятия, как принимать экзамены, как осуществлять руководство дипломной работой студента, чтобы достичь ключевой цели преподавателя — «научить учиться».

## Награды
Почётный работник высшего образования РФ (2002). Кавалер ордена Красной Звезды и медалей.

## Книги
- Курс лекций по источниковедению новой и новейшей истории. Тамбов, 1971;
- Пресса Веймарской республики и финансовый капитал // ЕГИ 1974. М., 1975;
- История исторической мысли в новое время (Зап. Европа XVIII в. — 90-е гг. XIX в.): Учебное пособие. Иваново, 1983;
- История повседневной жизни населения в Веймарской республике. Иваново, 1990;
- Пресса Веймарской Германии. Иваново, 1995;
- Введение в писательское мастерство историка: Литературная форма исторического труда. Иваново, 1995.
- Мой XX век. Записки историка. Иваново, 2003.
- Методология истории: курс лекций. Иваново, 2007.